# 正中藥業
正中藥業國際有限公司（除牌當時為0327.hk），前香港主板上市公司，創辦於1996年，由石岳明及侯麗萍創立，主要業務生產中成藥、中西藥、醫院等。全部來自中國收入。
2002年2月，正中药业公告，在内地94家医院投资1.65亿港元设立类风湿治疗中心。另外，向亳州公司订购了总额1.347亿港元的仪器设备。然而，不到半年，该项目宣告失败。2003年6月，公司在一份一再推迟的2002年中报中公告，此项巨额投资出现亏损。
本公司在2003年4月7日起暫停買賣，原因是安永會計師事務所發現帳目問題。
最後本公司因未能向港交所提交復牌建議，而根據《香港聯合交易所有限公司上市規則》條例第9.14條，裁定本公司在2005年4月6日於上午9時30分撤銷上市。

## 外部連結
- 正中药业兵败香江的思考 （页面存档备份，存于）
- 首只内地中药港股遭除牌 （页面存档备份，存于）
- 太原首富沦陷香江 正中药业上市倒蚀一把米 （页面存档备份，存于）